# Saint-Estève
Pour les articles homonymes, voir Saint-Estève (homonymie).
Saint-Estève [sɛ̃.t‿ɛstɛv]  est une commune française située dans le nord-est du département des Pyrénées-Orientales, en région Occitanie. Sur le plan historique et culturel, la commune est dans le Roussillon, une ancienne province du royaume de France, qui a existé de 1659 jusqu'en 1790 et qui recouvrait les trois vigueries du Roussillon, du Conflent et de Cerdagne.
Exposée à un climat méditerranéen, elle est drainée par la Têt, le ruisseau de la Boule et par deux autres cours d'eau. La commune possède un patrimoine naturel remarquable : un site Natura 2000 (les « friches humides de Torremilla ») et deux zones naturelles d'intérêt écologique, faunistique et floristique.
Saint-Estève est une commune urbaine qui compte 11 673 habitants en 2022, après avoir connu une forte hausse de la population depuis 1962. Elle est dans l'agglomération de Perpignan et fait partie de l'aire d'attraction de Perpignan. Ses habitants sont appelés les Stéphanois ou  Stéphanoises.

## Géographie

### Localisation
La commune de Saint-Estève se trouve dans le département des Pyrénées-Orientales, en région Occitanie.
Elle se situe à 5 km à vol d'oiseau de Perpignan, préfecture du département
, bureau centralisateur du canton du Ribéral dont dépend la commune depuis 2015 pour les élections départementales
La commune fait en outre partie du bassin de vie de Perpignan.
Les communes les plus proches sont : 
Baho (2,2 km), Villeneuve-la-Rivière (3,8 km), Peyrestortes (4,6 km), Perpignan (4,6 km), Toulouges (4,8 km), Baixas (4,9 km), Le Soler (5,3 km), Pézilla-la-Rivière (6,2 km).
Sur le plan historique et culturel, Saint-Estève fait partie de l'ancienne province du royaume de France, le Roussillon, qui a existé de 1659 jusqu'à la création du département des Pyrénées-Orientales en 1790 et qui recouvrait les trois vigueries du Roussillon, du Conflent et de Cerdagne.
| Baixas | Peyrestortes |           |
| Baho   | Saint-Estève | Perpignan |
|        |              |           |

### Géologie et relief

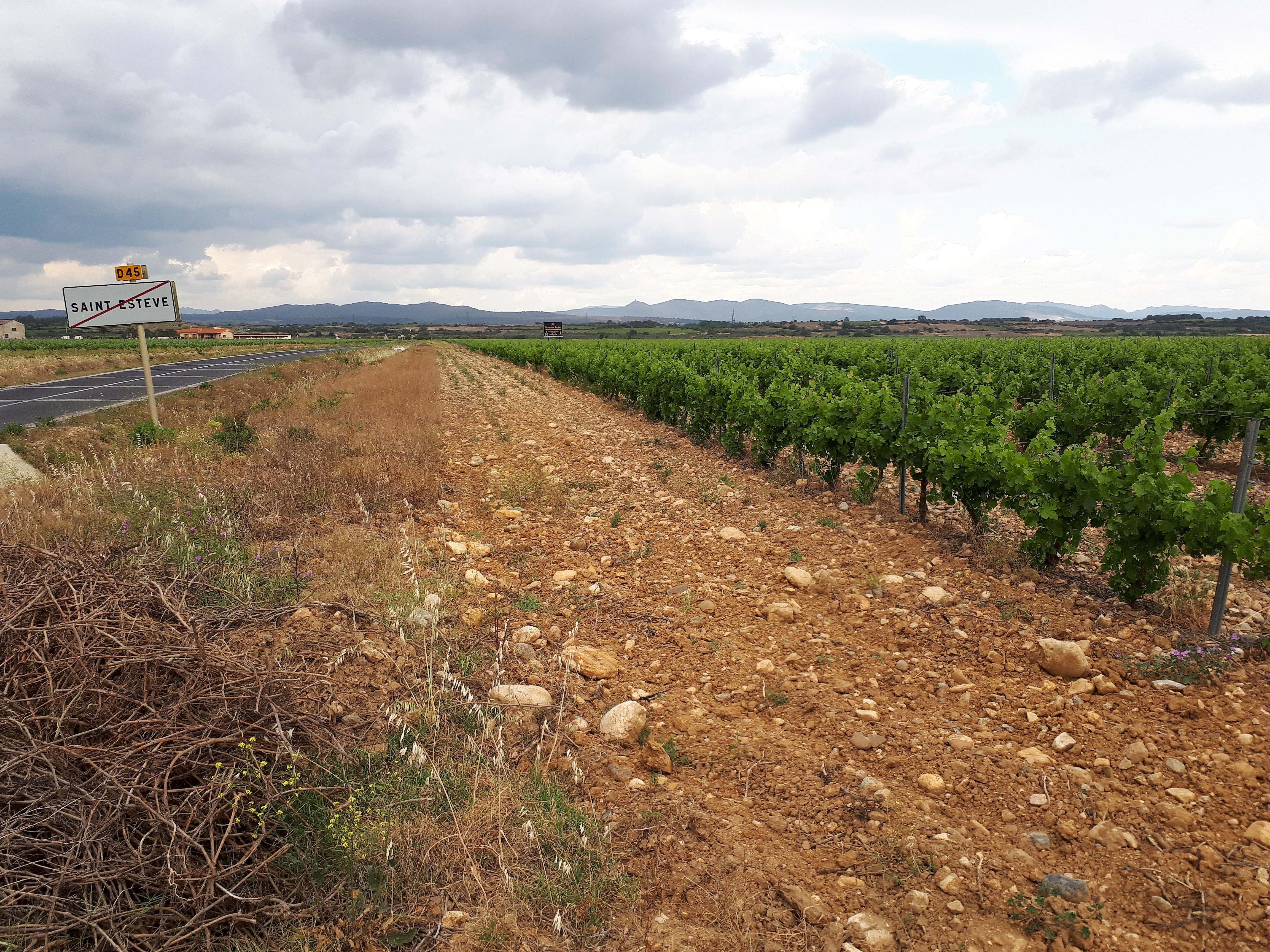
Terrasse du Pléistocène moyen de la Têt dans la partie nord de la commune de Saint-Estève, avec des matériaux rubéfiés et profondément altérés, y compris des galets de quartz de différentes tailles.

La partie sud de la commune repose sur des dépôts de plaine d'inondation du Pléistocène tardif et de l'Holocène. La majeure partie de la partie nord répose sur des dépôts de terrasse fluviale du Pléistocène moyen. Tous ces dépôts ont été déposés par la Têt
,
,
. 
Ils sont relativement minces (5 à 10 m) et recouvrent les dépôts continentaux plus épais du Pliocène du bassin du Roussillon,
.
La superficie de la commune est de 1 167 hectares. L'altitude varie entre 33 et 91 mètres.
La commune est classée en zone de sismicité 3, correspondant à une sismicité modérée.

### Hydrographie
Cours d'eau :

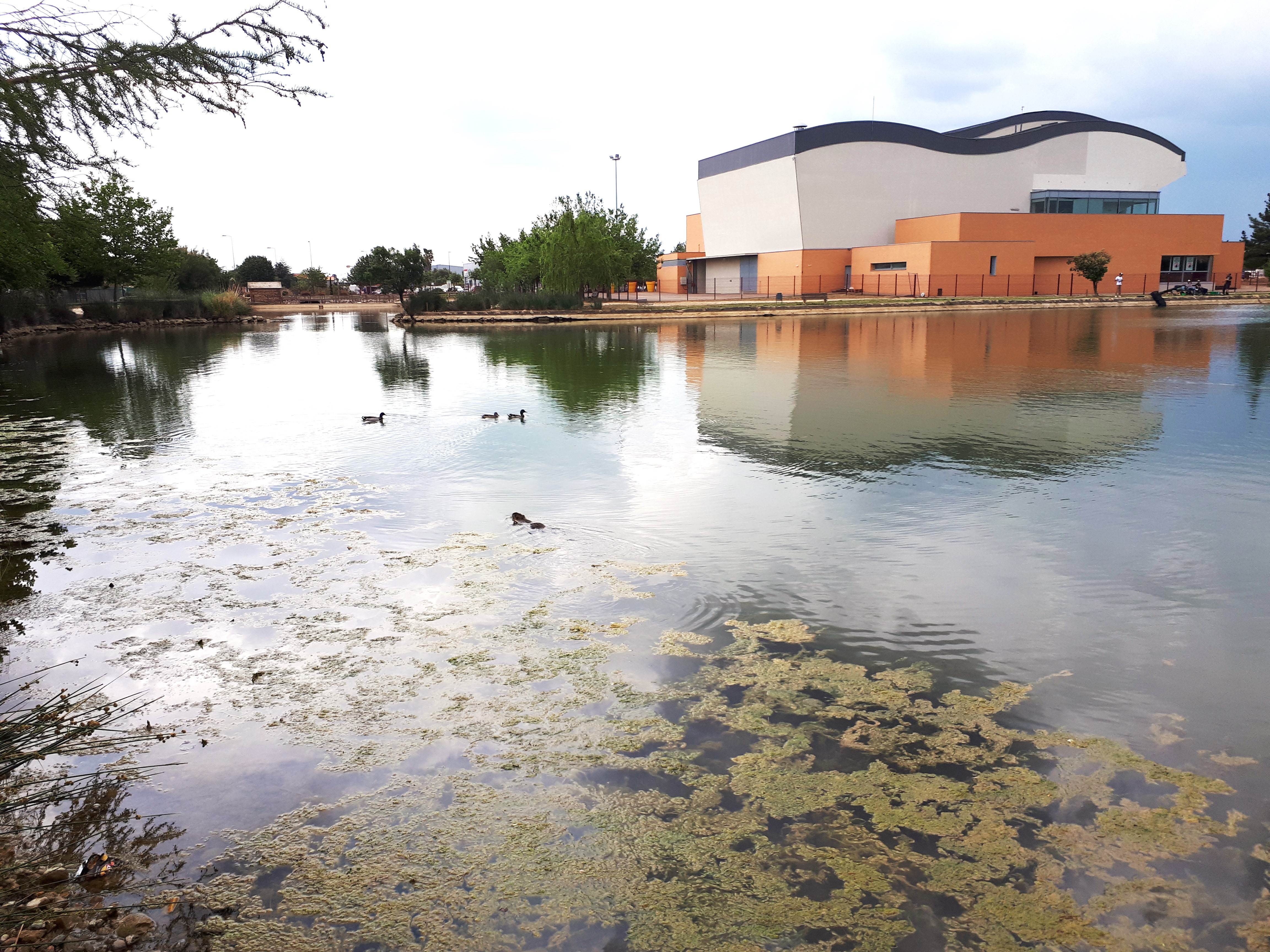
Le còrrèc de la Corregada prend sa source dans l'étang de Saint-Estève. À droit : le théâtre de l'Étang.

- La Têt marque la limite sud de la commune ;
- Le còrrèc de la Bola marque une partie de la limite ouest avec la commune de Baho avant de traverser Saint-Estève et de confluer dans la Têt ;
- Le còrrèc de la Corregada traverse la moitié nord de la commune avant de poursuivre son parcours sur la commune de Perpignan.
- Le rec de Vernet i de Pia, canal venant de Baho et traversant le centre-ville, poursuivant son parcours dans le quartier du Vernet, à Perpignan.

### Climat
Pour des articles plus généraux, voir Climat de l'Occitanie et Climat des Pyrénées-Orientales.
En 2010, le climat de la commune est de type climat méditerranéen franc, selon une étude du CNRS s'appuyant sur une série de données couvrant la période 1971-2000. En 2020, Météo-France publie une typologie des climats de la France métropolitaine dans laquelle la commune est exposée à un climat méditerranéen et est dans la région climatique Provence, Languedoc-Roussillon, caractérisée par une pluviométrie faible en été, un très bon ensoleillement (2 600 h/an), un été chaud (21,5 °C), un air très sec en été, sec en toutes saisons, des vents forts (fréquence de 40 à 50 % de vents > 5 m/s) et peu de brouillards.
Pour la période 1971-2000, la température annuelle moyenne est de 14,8 °C, avec une amplitude thermique annuelle de 15,7 °C. Le cumul annuel moyen de précipitations est de 584 mm, avec 5,7 jours de précipitations en janvier et 2,7 jours en juillet. Pour la période 1991-2020, la température moyenne annuelle observée sur la station météorologique la plus proche, située sur la commune de Perpignan à 5 km à vol d'oiseau, est de 16,0 °C et le cumul annuel moyen de précipitations est de 578,3 mm,. Pour l'avenir, les paramètres climatiques de la commune estimés pour 2050 selon différents scénarios d’émission de gaz à effet de serre sont consultables sur un site dédié publié par Météo-France en novembre 2022.

### Milieux naturels et biodiversité

#### Réseau Natura 2000

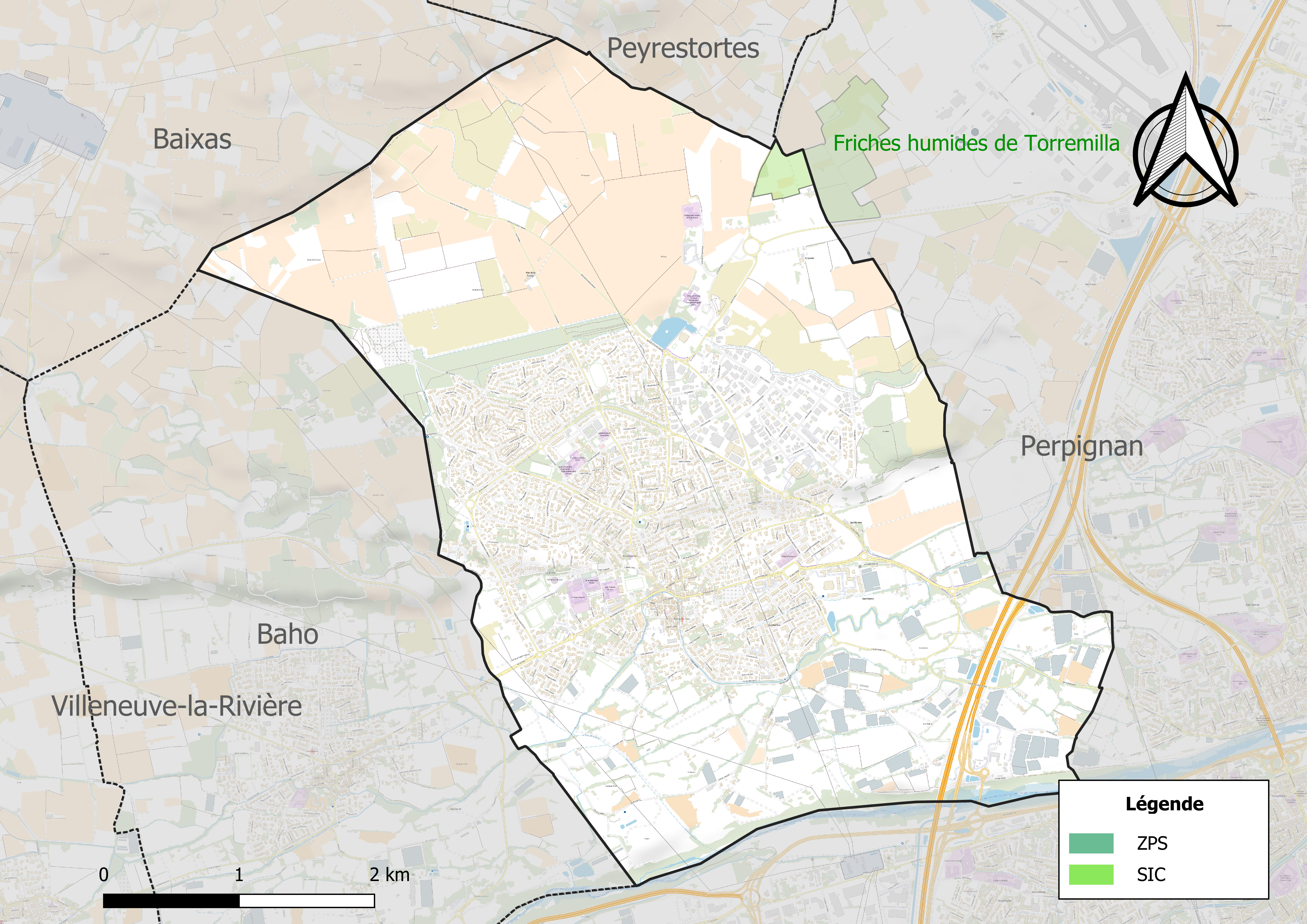
Site Natura 2000 sur le territoire communal.

Le réseau Natura 2000 est un réseau écologique européen de sites naturels d'intérêt écologique élaboré à partir des directives habitats et oiseaux, constitué de zones spéciales de conservation (ZSC) et de zones de protection spéciale (ZPS).
Un site Natura 2000 a été défini sur la commune au titre de la directive habitats : les « friches humides de Torremilla », d'une superficie de 28,5 ha, renferment quatre mares temporaires méditerranéennes à Isoète et des stations éparses de Marsilea strigosa parmi les plus occidentales de la région.

#### Zones naturelles d'intérêt écologique, faunistique et floristique
L’inventaire des zones naturelles d'intérêt écologique, faunistique et floristique (ZNIEFF) a pour objectif de réaliser une couverture des zones les plus intéressantes sur le plan écologique, essentiellement dans la perspective d’améliorer la connaissance du patrimoine naturel national et de fournir aux différents décideurs un outil d’aide à la prise en compte de l’environnement dans l’aménagement du territoire.
Une ZNIEFF de type 1 est recensée sur la commune :
la « plaine de Torremilla » (28 ha), couvrant 2 communes du département et une ZNIEFF de type 2, : 
la « plaine de St-Estève » (259 ha), couvrant 3 communes du département.

Carte des ZNIEFF de type 1 et 2 à Saint-Estève.
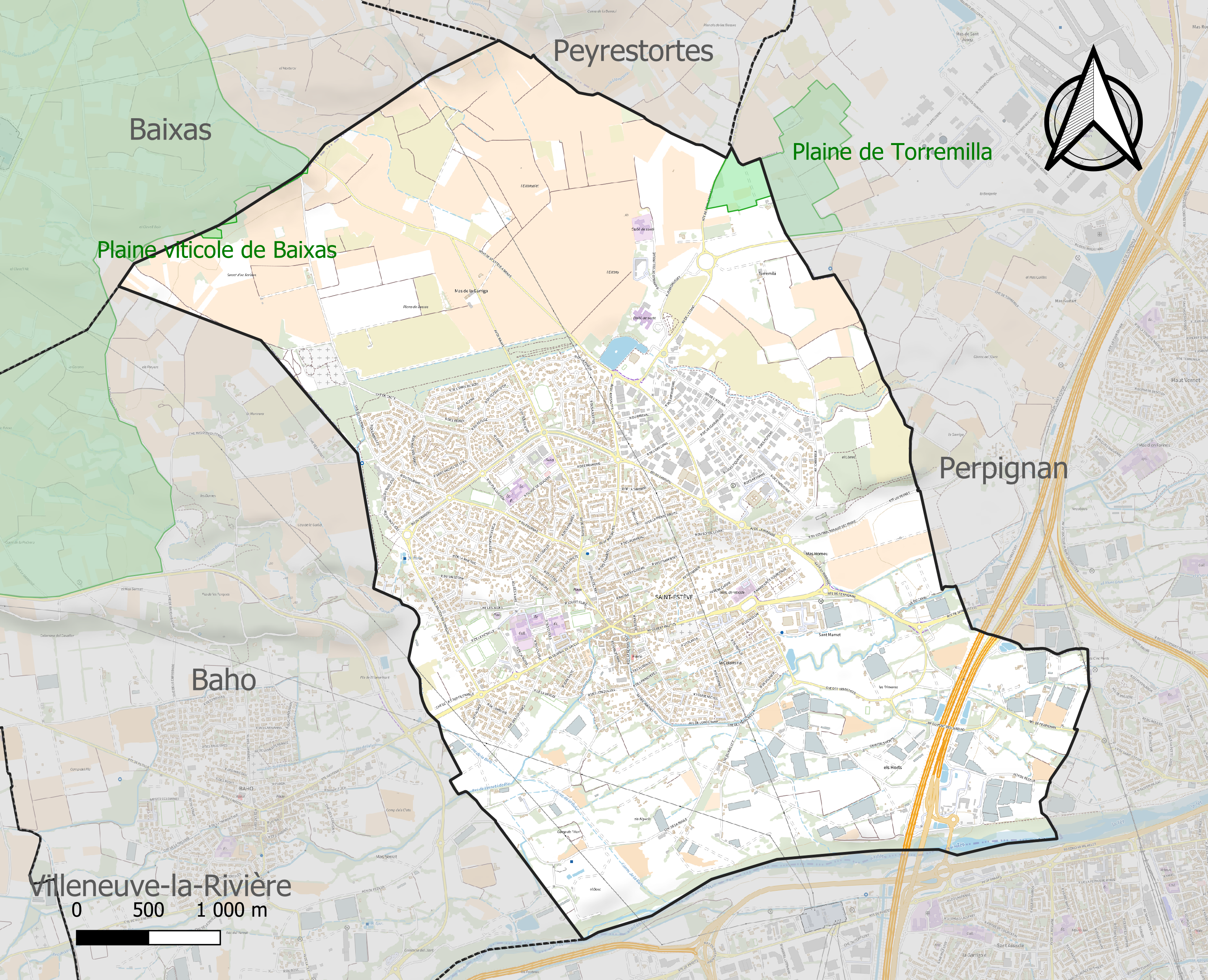
Carte de la ZNIEFF de type 1 sur la commune.
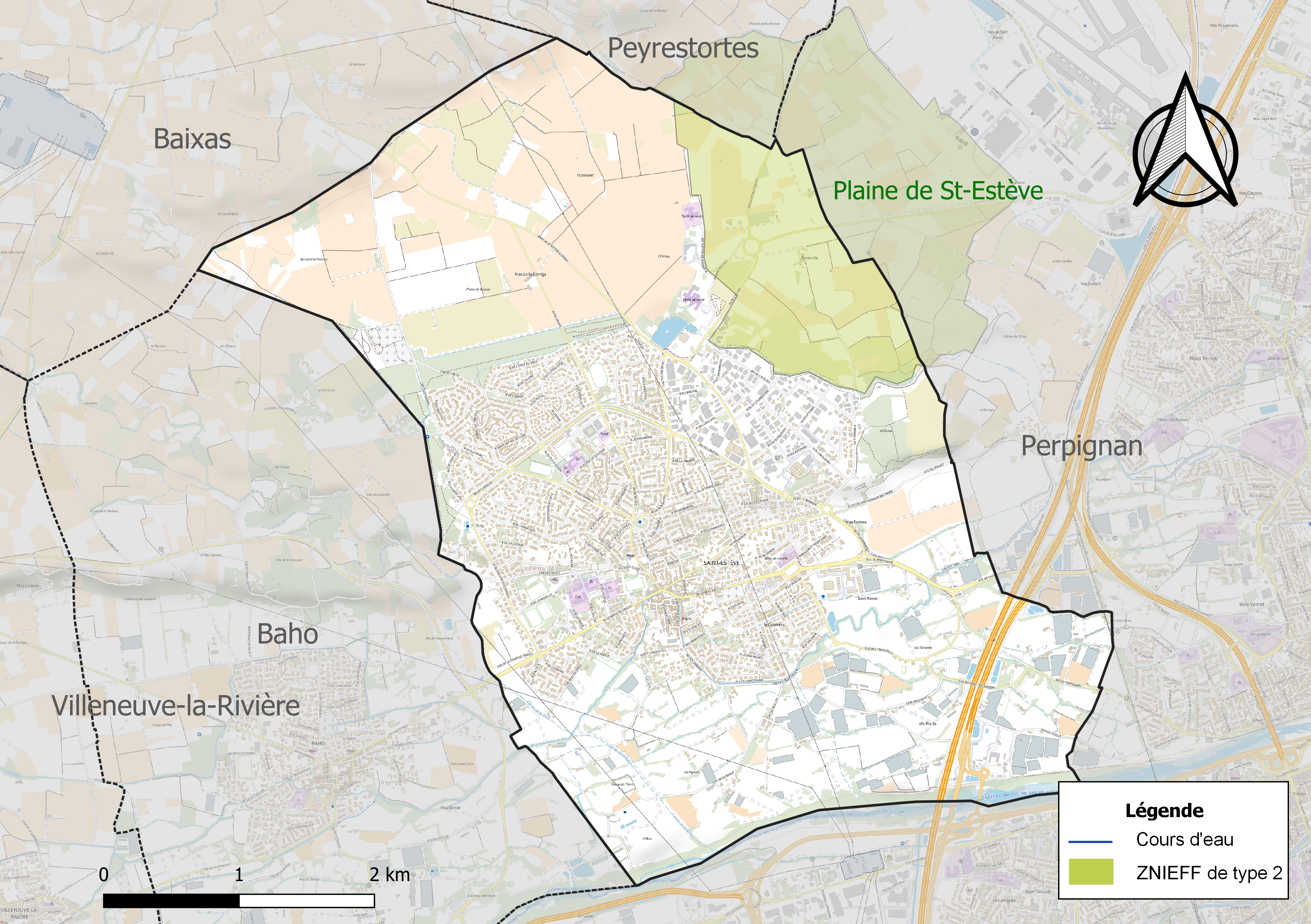
Carte de la ZNIEFF de type 2 sur la commune.

## Toponymie
En catalan, le nom de la commune est Sant Esteve del Monestir. Car auparavant dans le Moyen Âge Saint-Estève était un lieu de culte et de recueillement dans son monastère.

## Urbanisme

### Typologie
Au 1er janvier 2024, Saint-Estève est catégorisée grand centre urbain, selon la nouvelle grille communale de densité à sept niveaux définie par l'Insee en 2022.
Elle appartient à l'unité urbaine de Perpignan, une agglomération intra-départementale regroupant 15  communes, dont elle est une commune de la banlieue,,. Par ailleurs la commune fait partie de l'aire d'attraction de Perpignan, dont elle est une commune du pôle principal,. Cette aire, qui regroupe 118 communes, est catégorisée dans les aires de 200 000 à moins de 700 000 habitants,.

### Occupation des sols
L'occupation des sols de la commune, telle qu'elle ressort de la base de données européenne d’occupation biophysique des sols Corine Land Cover (CLC), est marquée par l'importance des territoires agricoles (64 % en 2018), en diminution par rapport à 1990 (71,8 %). La répartition détaillée en 2018 est la suivante : 
zones agricoles hétérogènes (32 %), zones urbanisées (25,1 %), cultures permanentes (24,4 %), zones industrielles ou commerciales et réseaux de communication (8,8 %), prairies (7,6 %), milieux à végétation arbustive et/ou herbacée (2,1 %). L'évolution de l’occupation des sols de la commune et de ses infrastructures peut être observée sur les différentes représentations cartographiques du territoire : la carte de Cassini (XVIIIe siècle), la carte d'état-major (1820-1866) et les cartes ou photos aériennes de l'IGN pour la période actuelle (1950 à aujourd'hui).

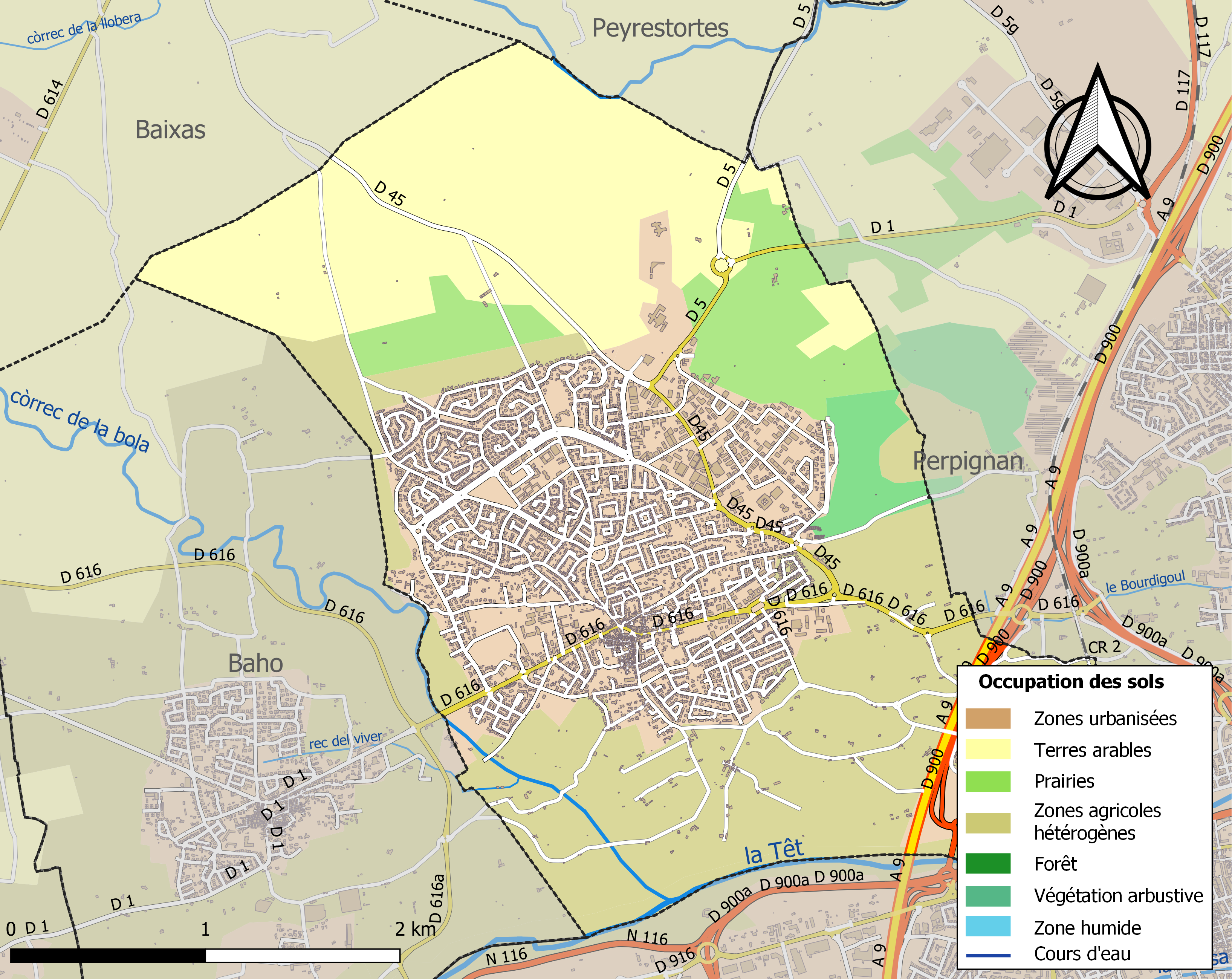
Carte des infrastructures et de l'occupation des sols de la commune en 2018 (CLC).

### Logement
Saint-Estève comprend en 2012 5 382 logements, parmi lesquels 94,1 % sont des résidences principales, 1,1 % sont des résidences secondaires et 4,8 % sont vacants. 67,1 % des ménages sont propriétaires de leur logement.
Faute d'avoir respecté l'objectif triennal 2011-2013 de construction de logements sociaux, avec 94 réalisés sur les 106 requis (soit un taux de réalisation de 89 %), la commune se voit sanctionnée par la préfecture en 2015 d'une pénalité de 64 000 euros.

### Voies de communication et transports
La ligne 14 du réseau urbain Sankéo assure des liaisons quotidiennes vers le centre-ville de Perpignan.

### Risques majeurs
Le territoire de la commune de Saint-Estève est vulnérable à différents aléas naturels : inondations, climatiques (grand froid ou canicule), mouvements de terrains et séisme (sismicité modérée). Il est également exposé à deux risques technologiques,  le transport de matières dangereuses et la rupture d'un barrage,.

#### Risques naturels
Certaines parties du territoire communal sont susceptibles d’être affectées par le risque d’inondation par crue torrentielle de cours d'eau du bassin de la Têt. La commune fait partie du territoire à risques importants d'inondation (TRI) de Perpignan-Saint-Cyprien, regroupant 43 communes du bassin de vie de l'agglomération perpignanaise, un des 31 TRI qui ont été arrêtés le 12 décembre 2012 sur le bassin Rhône-Méditerranée. Des cartes des surfaces inondables ont été établies pour trois scénarios : fréquent (crue de temps de retour de 10 ans à 30 ans), moyen (temps de retour de 100 ans à 300 ans) et extrême (temps de retour de l'ordre de 1 000 ans, qui met en défaut tout système de protection),.
Les mouvements de terrains susceptibles de se produire sur la commune sont liés au retrait-gonflement des argiles. Une cartographie nationale de l'aléa retrait-gonflement des argiles permet de connaître les sols argileux ou marneux susceptibles vis-à-vis de ce phénomène.
Ces risques naturels sont pris en compte dans l'aménagement du territoire de la commune par le biais d'un plan de surfaces submersibles valant plan de prévention des risques.

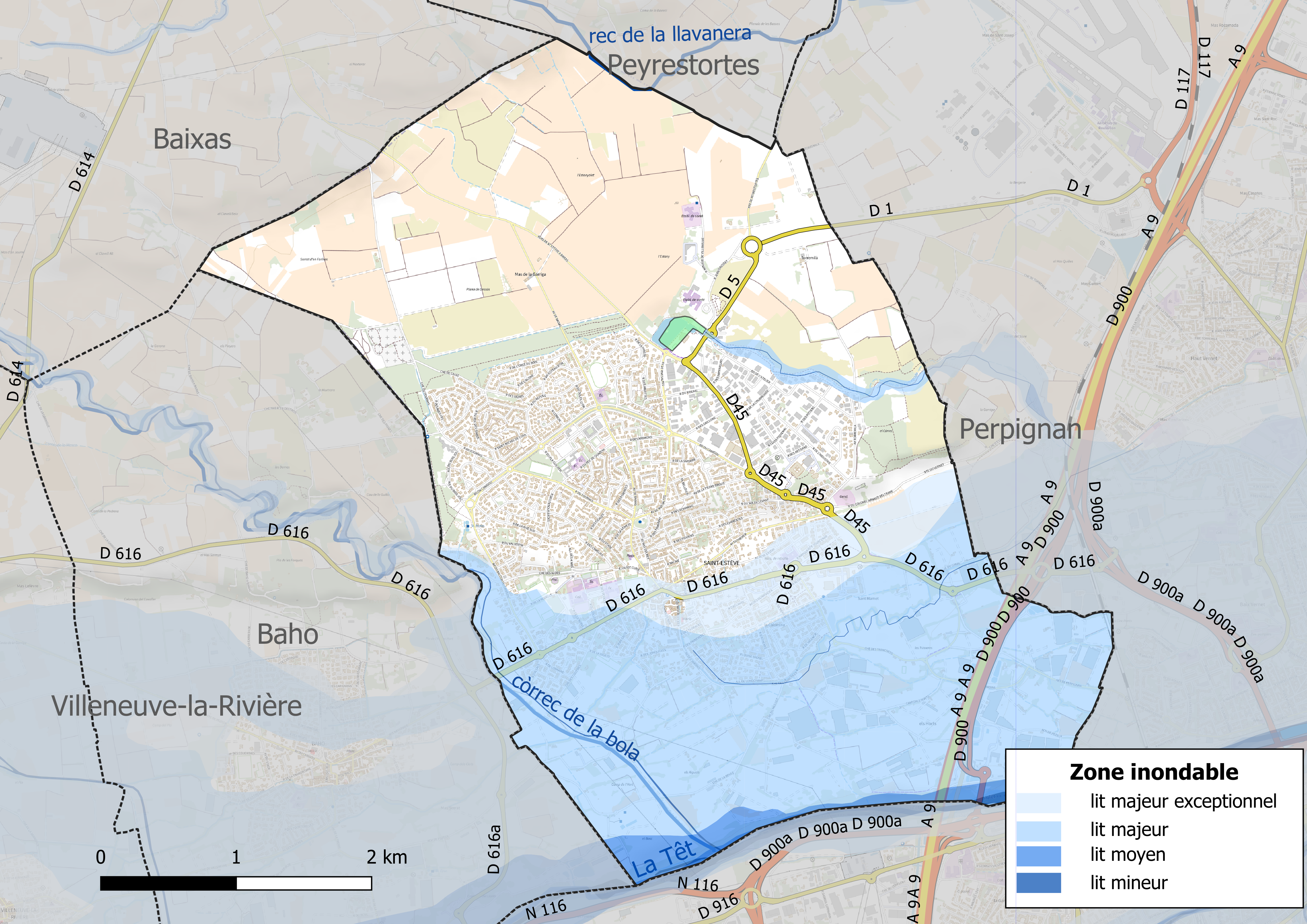
Carte des zones inondables.
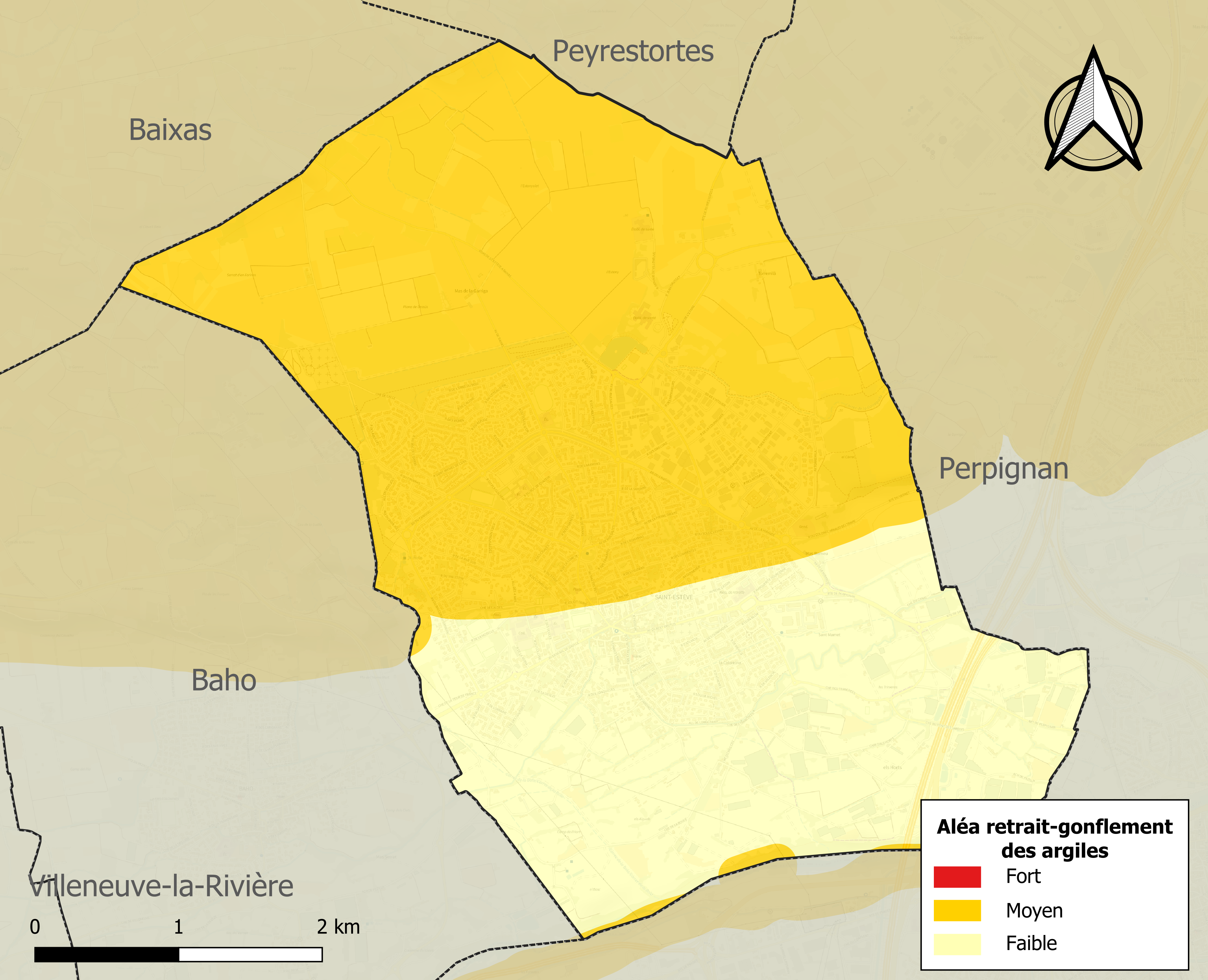
Carte des zones d'aléa retrait-gonflement des argiles.

#### Risques technologiques
Le risque de transport de matières dangereuses sur la commune est lié à sa traversée par une route à fort trafic et une ligne de chemin de fer. Un accident se produisant sur de telles infrastructures est en effet susceptible d’avoir des effets graves au bâti ou aux personnes jusqu’à 350 m, selon la nature du matériau transporté. Des dispositions d’urbanisme peuvent être préconisées en conséquence.
Dans le département des Pyrénées-Orientales, on dénombre sept grands barrages susceptibles d’occasionner des dégâts en cas de rupture. La commune fait partie des 66 communes susceptibles d’être touchées par l’onde de submersion consécutive à la rupture d’un de ces barrages, les barrages de Vinça ou des Bouillouses sur la Têt.

## Politique et administration

### Liste des maires
| Période      | Période                  | Identité       | Étiquette | Qualité                                                                                     |
| ------------ | ------------------------ | -------------- | --------- | ------------------------------------------------------------------------------------------- |
| 1904         | 1944                     | Adrien Cantié  | SFIO      | Cultivateur                                                                                 |
| 1944         | 1945                     | Jean Gau       |           |                                                                                             |
| 1945         | 1959                     | Blaise Saut    |           |                                                                                             |
| mars 1959    | juin 1995                | Michel Ey      | UDF-PR    | Conseiller général du canton de Saint-Estève (1985 → 1992)                                  |
| juin 1995    | mars 2001                | Yves Rousselot | RPR       | Conseiller général du canton de Saint-Estève (1992 → 2001)                                  |
| mars 2001    | octobre 2010 (démission) | Élie Puigmal   | PS        | Retraité de la fonction publique Conseiller général du canton de Saint-Estève (2001 → 2015) |
| octobre 2010 | En cours                 | Robert Vila,   | UMP-LR    | Agriculteur Conseiller départemental du canton du Ribéral (2015 → )                         |

### Politique environnementale
- Label Ville fleurie : une fleur attribuée au Concours des villes et villages fleuris.

## Population et société

### Démographie ancienne
La population est exprimée en nombre de feux (f) ou d'habitants (H).
| 1365 | 1378 | 1515 | 1553 | 1643 | 1709 | 1720 | 1730 | 1755 |
| ---- | ---- | ---- | ---- | ---- | ---- | ---- | ---- | ---- |
| 21 f | 18 f | 6 f  | 5 f  | 27 f | 55 f | 48 f | 53 f | 85 f |

| 1767  | 1774 | 1789 | 1790  | - | - | - | - | - |
| ----- | ---- | ---- | ----- | - | - | - | - | - |
| 287 H | 53 f | 60 f | 324 H | - | - | - | - | - |

Notes :
- 1774 : pour Saint-Estève et Saint-Mamert ;
- 1789 : pour Saint-Estève del Monestir et Saint-Mamert.

### Démographie contemporaine
| 1793 | 1800 | 1806 | 1821 | 1831 | 1836 | 1841 | 1846 | 1851 |
| ---- | ---- | ---- | ---- | ---- | ---- | ---- | ---- | ---- |
| 274  | 409  | 458  | 486  | 649  | 704  | 846  | 868  | 913  |

| 1856  | 1861 | 1866  | 1872  | 1876  | 1881  | 1886  | 1891  | 1896  |
| ----- | ---- | ----- | ----- | ----- | ----- | ----- | ----- | ----- |
| 1 000 | 980  | 1 045 | 1 115 | 1 216 | 1 357 | 1 350 | 1 401 | 1 409 |

| 1901  | 1906  | 1911  | 1921  | 1926  | 1931  | 1936  | 1946  | 1954  |
| ----- | ----- | ----- | ----- | ----- | ----- | ----- | ----- | ----- |
| 1 390 | 1 338 | 1 332 | 1 300 | 1 352 | 1 428 | 1 365 | 1 370 | 1 390 |

| 1962  | 1968  | 1975  | 1982  | 1990  | 1999  | 2006   | 2011   | 2016   |
| ----- | ----- | ----- | ----- | ----- | ----- | ------ | ------ | ------ |
| 1 545 | 2 589 | 5 370 | 8 492 | 9 856 | 9 810 | 10 956 | 10 905 | 11 841 |

| 2021   | 2022   | - | - | - | - | - | - | - |
| ------ | ------ | - | - | - | - | - | - | - |
| 11 550 | 11 673 | - | - | - | - | - | - | - |

| selon la population municipale des années : | 1968 | 1975 | 1982 | 1990 | 1999 | 2006 | 2009 | 2013 |
| Rang de la commune dans le département      | 18   | 9    | 2    | 2    | 3    | 3    | 3    | 3    |
| Nombre de communes du département           | 232  | 217  | 220  | 225  | 226  | 226  | 226  | 226  |

### Enseignement
- Plusieurs écoles primaires : Pau Casals, Victor Hugo (fermé) et Louis Torcatis ;
- Collège le Riberal ;
- Une école bilingue privée, La Bressola.

### Manifestations culturelles et festivités
- Fête patronale : 3 août (Saint Étienne)[49] ;
- Fête communale : 6 février (Sainte Dorothée)[49] ;
- Carnaval et Printemps des poètes en mars[50] ;
- Sant Jordi : fête traditionnelle catalane en avril[50] ;
- Fête de la musique en juin[50] ;
- Fête de la Saint Jean en juin[50].
- Pendant plusieurs années eut lieu le Festival International de la Caricature, invitant des pointures telles que Plantu, Popa's, Piem, Wolinski, Vasquez de Sola et Jordi.

### Social
Une maison sociale de proximité du département est installée à Saint-Estève.

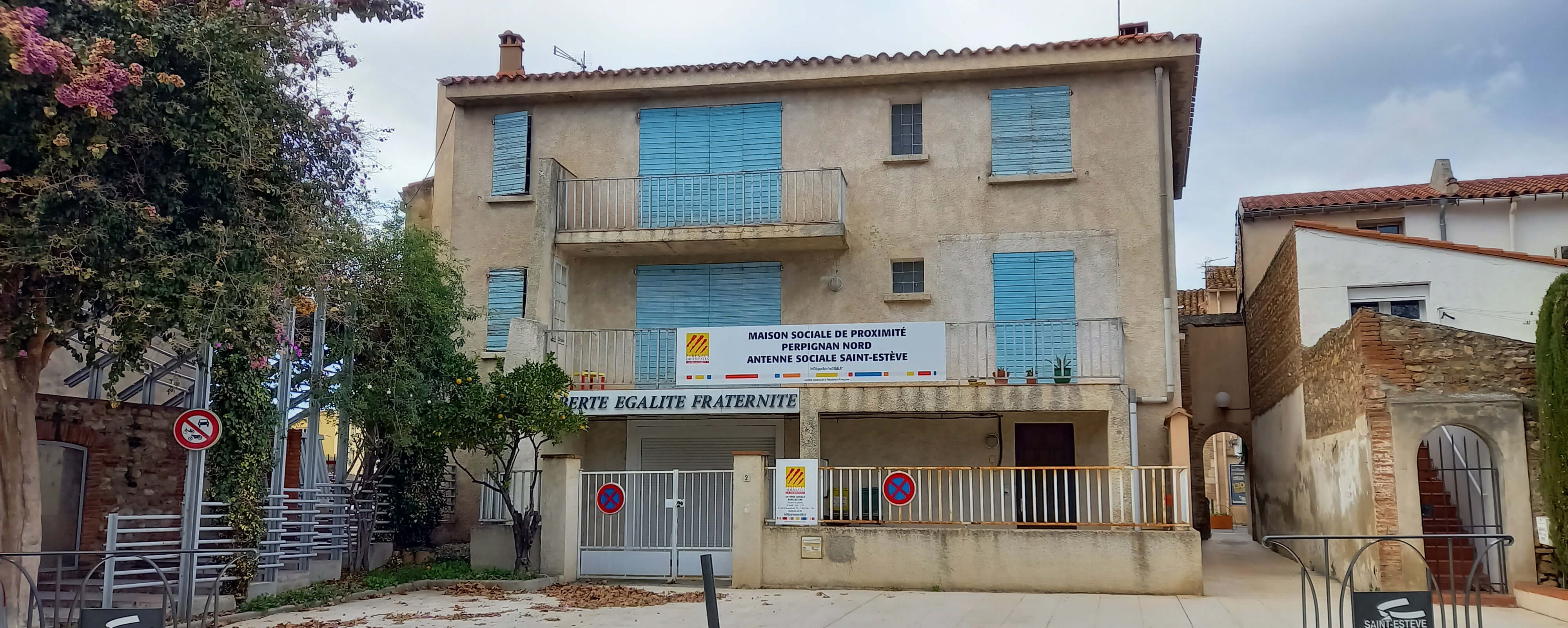
La maison sociale à Saint-Estève.

### Sports
- Saint-Estève XIII catalan : club de rugby à XIII, anciennement connu sous le nom d' A.S. Saint-Estève puis d'Union Treiziste Catalane qui dispute ses rencontres au Stade municipal.
- Le FC Stephanois : club de Football crée en 1977, évolue depuis la saison 2013-2014 en championnat régional (DHR 7e division Française). 4 saisons plus tard, lors de la saison 2016-2017, le club est promu en Régional 1 (6e division Française), dans lequel il évolue toujours depuis 2 ans.

## Économie

### Revenus
En 2018, la commune compte 5 087 ménages fiscaux, regroupant 10 945 personnes. La médiane du revenu disponible par unité de consommation est de 20 770 € (19 350 € dans le département). 48 % des ménages fiscaux sont imposés (42,1 % dans le département).

### Emploi
|                | 2008   | 2013   | 2018   |
| -------------- | ------ | ------ | ------ |
| Commune        | 7,2 %  | 10,6 % | 11 %   |
| Département    | 10,3 % | 12,9 % | 13,3 % |
| France entière | 8,3 %  | 10 %   | 10 %   |

En 2018, la population âgée de 15 à 64 ans s'élève à 6 574 personnes, parmi lesquelles on compte 72,9 % d'actifs (62 % ayant un emploi et 11 % de chômeurs) et 27,1 % d'inactifs,. En  2018, le taux de chômage communal (au sens du recensement) des 15-64 ans est inférieur à celui du département, mais supérieur à celui de la France, alors qu'en 2008 il était inférieur à celui de la France.
La commune fait partie du pôle principal de l'aire d'attraction de Perpignan,. Elle compte 3 526 emplois en 2018, contre 3 631 en 2013 et 3 208 en 2008. Le nombre d'actifs ayant un emploi résidant dans la commune est de 4 144, soit un indicateur de concentration d'emploi de 85,1 % et un taux d'activité parmi les 15 ans ou plus de 49,3 %.
Sur ces 4 144 actifs de 15 ans ou plus ayant un emploi, 1 181 travaillent dans la commune, soit 29 % des habitants. Pour se rendre au travail, 86,3 % des habitants utilisent un véhicule personnel ou de fonction à quatre roues, 3,6 % les transports en commun, 6,3 % s'y rendent en deux-roues, à vélo ou à pied et 3,8 % n'ont pas besoin de transport (travail au domicile).

### Revenus de la population et fiscalité
Revenus de la population
En 2010, le revenu fiscal médian par ménage était de 28 528 €.
En 2012, le revenu fiscal médian des ménages par unité de consommation est de 18 755 € et 62,0 % des foyers fiscaux sont imposables. Le taux de pauvreté est de 13,0%.
Fiscalité

## Culture locale et patrimoine

### Monuments et lieux touristiques
- Abbaye Saint-Étienne de Saint-Estève : le principal monument du village est l'église paroissiale Saint-Étienne, ancienne abbatiale et dernier vestige de l'abbaye ;
- Église Saint-Mamet de Saint-Estève : construite en 1750[51].
- Église Notre-Dame-du-Cénacle de Saint-Estève.

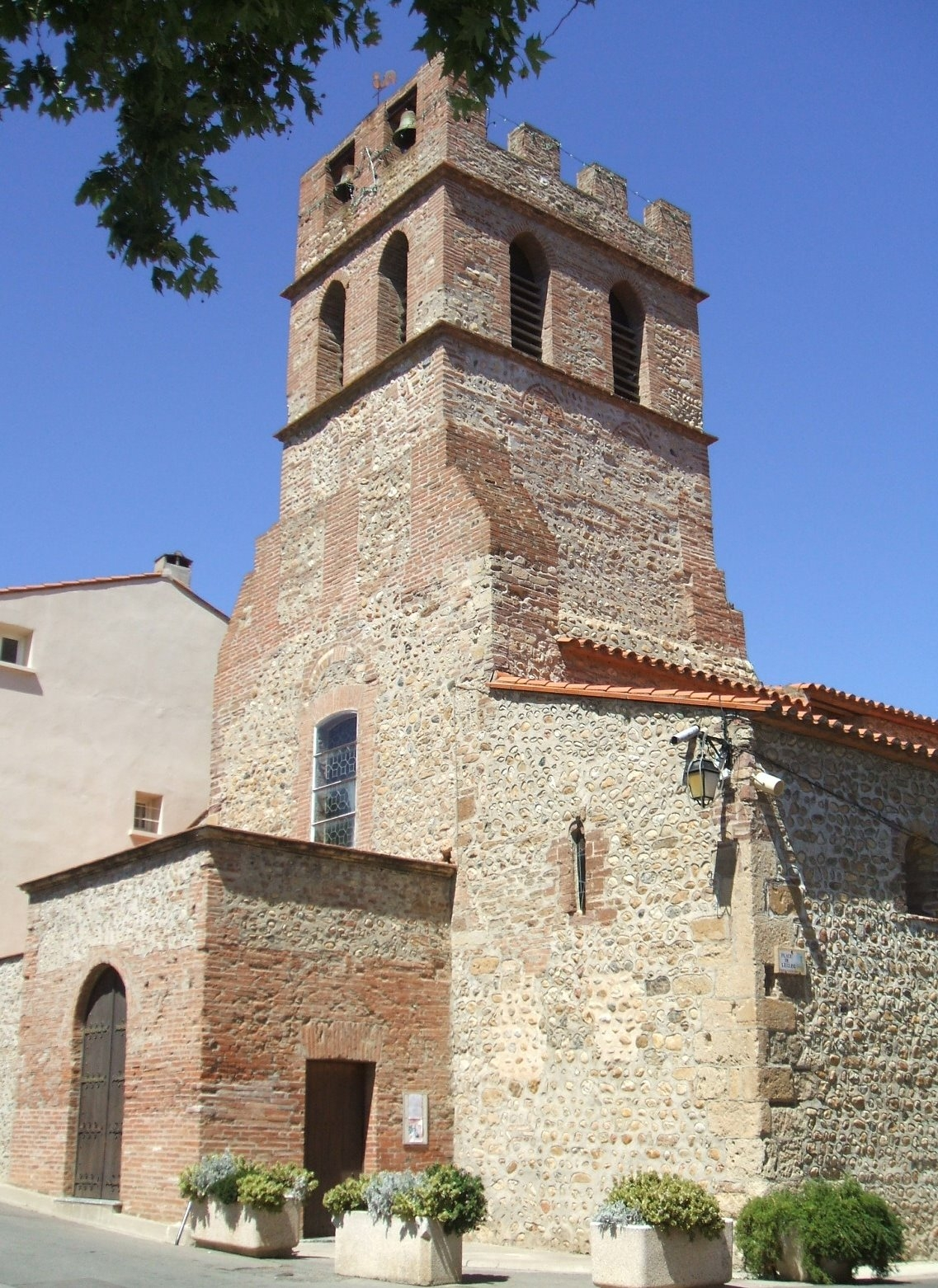
L'Abbatiale Saint-Étienne de Saint-Estève et son clocher, surhaussé au XIXe siècle.
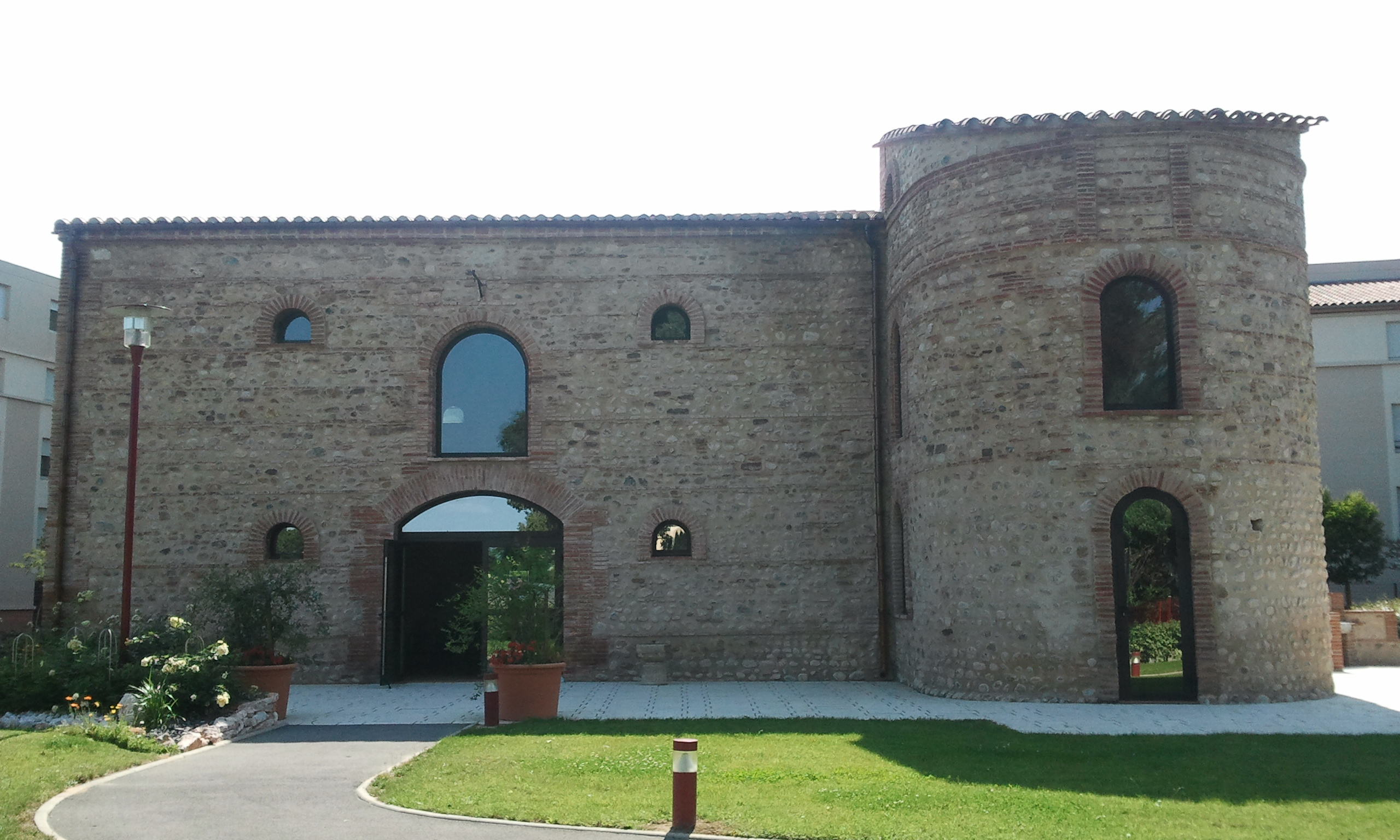
L'ancienne Église Saint-Mamet de Saint-Estève.
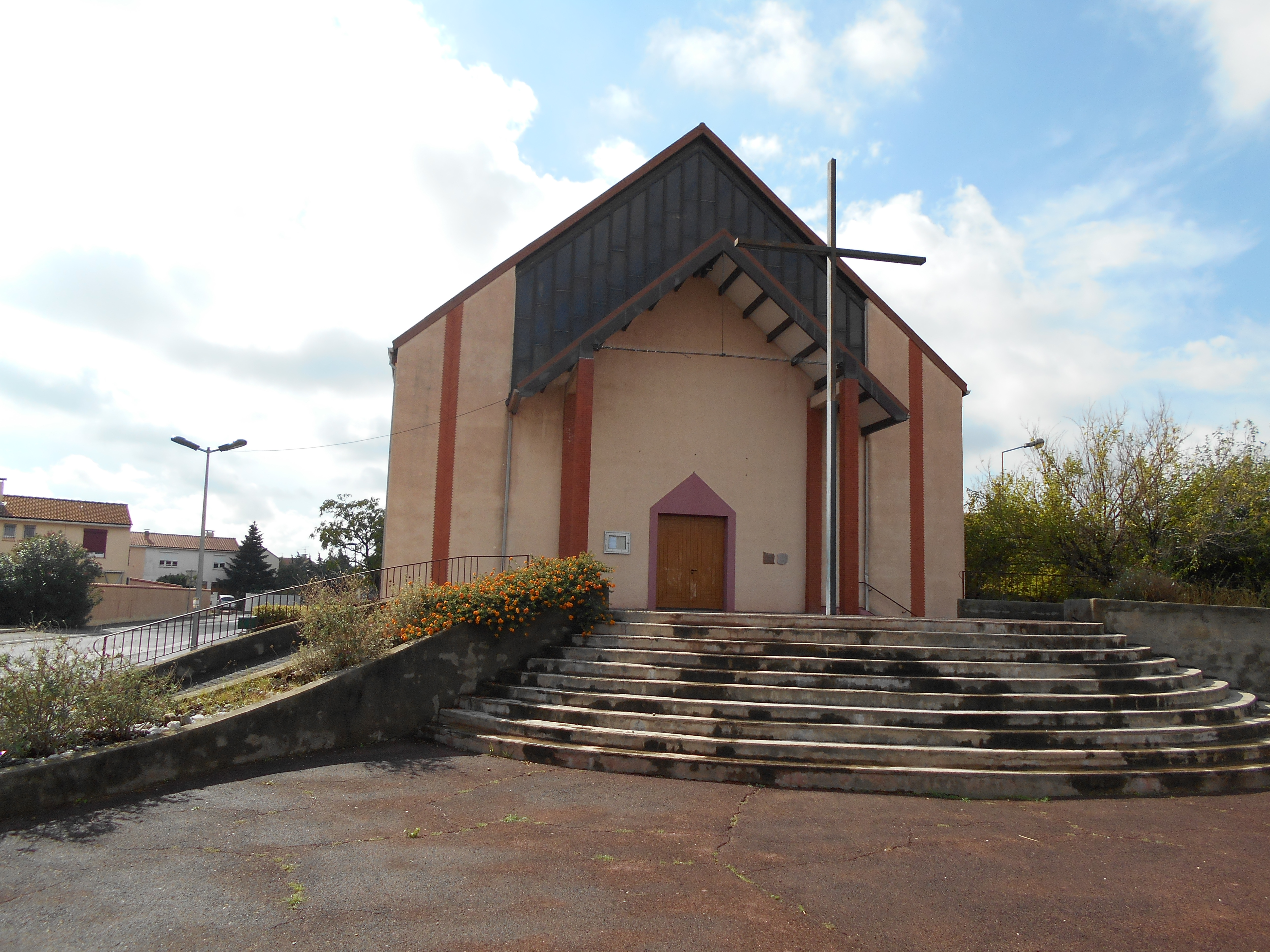
Église Notre-Dame-du-Cénacle de Saint-Estève.
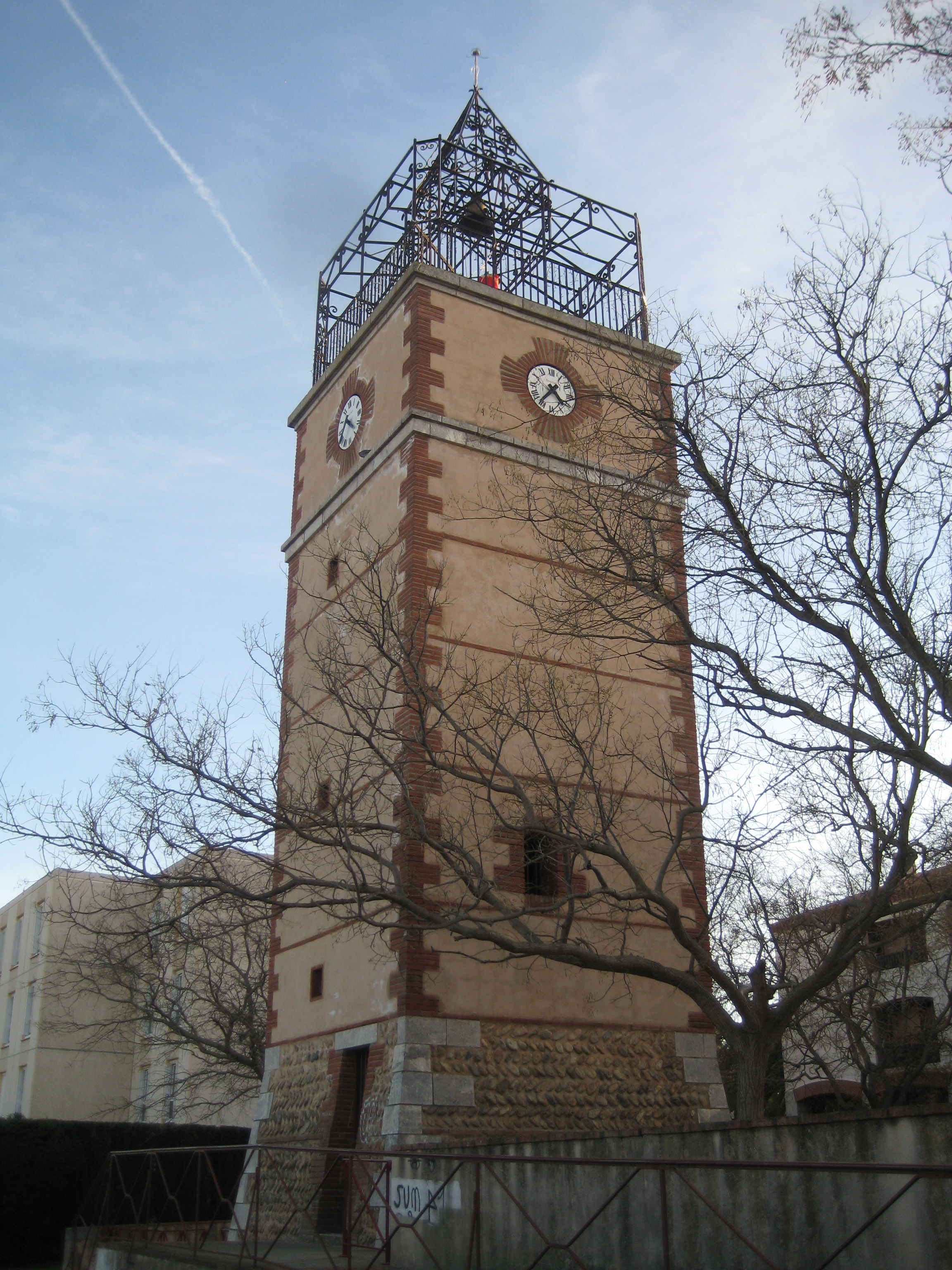
La tour à l'horloge.

### Personnalités liées à la commune
- Louis XIII, (1601-1643), en 1642, il établit durant le siège de Perpignan son quartier général à Saint-Estève, plus exactement à la métairie « En Joan Pauques » (actuellement « Mas del Rey, rue Poquelin », une statue sur le toit rappelle ce séjour)[52] ;
- Molière, (1622-1673), séjourne également à Saint-Estève en même temps que le roi[52] ;
- Philippe Casado, (1964-1995), coureur cycliste est mort à Saint-Estève ;
- Marion Talayrach, (1979-), joueuse de rugby à XV est née à Saint-Estève ;
- Thomas Bosc, (1983-), joueur de rugby à XIII formé à l'AS Saint-Estève et ayant joué à l'Union Treiziste Catalane ;
- Grégory Mounis, (1985-), joueur de rugby à XIII ayant joué à l'Union Treiziste Catalane.

### Héraldique
| Blason de Saint-Estève | Blason  | De gueules au monastère du lieu d’argent surmonté de deux cailloux du même et soutenu d’une rose tigée et feuillée au naturel. |
| Blason de Saint-Estève | Détails | Le statut officiel du blason reste à déterminer.                                                                               |